# Centrocoris
Centrocoris Kolenati, 1845 è un genere di insetto eterottero della famiglia Coreidae.

## Tassonomia
Comprende le seguenti specie:
- Centrocoris annae (Puton, 1874)
- Centrocoris degener (Puton, 1874)
- Centrocoris desertorum Linnavuori, 1960
- Centrocoris inflaticeps Kiritshenko, 1916
- Centrocoris marmottani Puton, 1887
- Centrocoris orientalis Ahmad & Shadab, 1975
- Centrocoris spiniger (Fabricius, 1781)
- Centrocoris variegatus Kolenati, 1845
- Centrocoris volxemi (Puton, 1878)